# ایوانووو (پانچوو)
ایوانووو (به صربی: Ivanovo) یک منطقهٔ مسکونی در صربستان است که در City of Pančevo واقع شده‌است. ایوانووو ۴۲٫۵۷ کیلومتر مربع مساحت و ۱٬۰۵۳ نفر جمعیت دارد.